# Trường Trung học phổ thông chuyên Bảo Lộc
Trường Trung học Phổ thông Chuyên Bảo Lộc, Lâm Đồng là một trường trung học phổ thông Công lập tại thành phố Bảo Lộc, Lâm Đồng. Trường là trường chuyên thứ hai của tỉnh được UBND tỉnh Lâm Đồng kí quyết định thành lập ngày 12/7/2011. Trường được ghi nhận là một trong những trường có chất lượng cao và tiến bước vững chắc qua từng năm về công tác đào tạo, bồi dưỡng, giáo dục toàn diện học sinh.

## Một số hình ảnh giới thiệu Trường